# 鰤后线双吸虫
鰤后线双吸虫（学名：Metanematobothrium seriolae）为囊双科后线双吸虫属的动物。在中国大陆，分布于南海等海域，营寄生生活，寄生部位为肝脏表面。该物种的模式产地在海南岛三亚。